# Tilman Repgen
Tilman Repgen (* 26. März 1964 in Saarbrücken) ist ein deutscher Privatrechtler und Rechtshistoriker.
Der Sohn des Historikers Konrad Repgen besuchte die Schule in Bonn und legte dort 1983 das Abitur ab. Er studierte von 1984 bis 1990 Rechtswissenschaft an den Universitäten Trier und Köln. Repgen wurde 1993 in Köln promoviert mit der von Klaus Luig und Karin Nehlsen-von Stryk betreuten Arbeit Praecise cogi? Zum Erfüllungsanspruch in der neueren Privatrechtsgeschichte. Im Jahr 1994 legte er seine zweite juristische Staatsprüfung ab. Seit 1994 war er als wissenschaftlicher Assistent an der Universität zu Köln tätig. Seine Habilitation erfolgte im Jahr 2000 bei Klaus Luig in Köln. Er übernahm Lehrstuhlvertretungen an den Universitäten Mainz (2000/2001), Tübingen und Augsburg.
Seit 2002 ist Repgen Lehrstuhlinhaber für Deutsche Rechtsgeschichte, Privatrechtsgeschichte der Neuzeit und Bürgerliches Recht an der Universität Hamburg. Er ist seit dem Jahre 2006 Direktor der Zentralbibliothek Recht der Universität Hamburg. Zudem hat der Rechtshistoriker seit Oktober 2010 das Amt des Dekans der juristischen Fakultät der Universität Hamburg inne. In die Zeit seines Dekanats fiel die umstrittene Umwidmung der Professur für Öffentliches Recht, Finanz- und Steuerrecht in eine Professur für Öffentliches Recht und Seerecht. Seit 2012 ist er Direktoriumsmitglied des rechtswissenschaftlichen Graduiertenkollegs Albrecht Mendelssohn Bartholdy Graduate School of Law an der Universität Hamburg. 2012 lehnte er einen Ruf auf die Professur für neuere Rechtsgeschichte und Zivilrecht an der Universität Frankfurt am Main ab. Er ist Mitglied der Vereinigung für Verfassungsgeschichte.
Repgen betreibt zivilrechtliche Grundlagenforschung mit Fokus auf Begriffen wie Freiheit, Privatautonomie und Eigenverantwortlichkeit sowie deren geschichtlicher Bedeutung. Weitere Forschungsschwerpunkte sind das Hamburger Recht im Mittelalter und in der Frühen Neuzeit, die Geschichte des BGB von 1900, die Geschichte des Mietrechts sowie die Beweislast im Schuldrecht. Seine Arbeit Vertragstreue und Erfüllungszwang in der mittelalterlichen Rechtswissenschaft wurde 1996 mit dem Preis der Universität Camerino ausgezeichnet. Er ist verheiratet und hat zwei Kinder.

## Schriften (Auswahl)
Monographien
- Die soziale Aufgabe des Privatrechts. Eine Grundfrage in Wissenschaft und Kodifikation am Ende des 19. Jahrhunderts (= Jus Privatum. Beiträge zum Privatrecht. Bd. 60). Mohr Siebeck, Tübingen 2001, ISBN 3-16-147516-X.
- Kein Abschied von der Privatautonomie. Die Funktion zwingenden Rechts in der Verbrauchsgüterkaufrichtlinie (= Rechts- und staatswissenschaftliche Veröffentlichungen der Görres-Gesellschaft. Neue Folge, Bd. 95). Schöningh, Paderborn u. a. 2001, ISBN 3-506-73396-6.
- Vertragstreue und Erfüllungszwang in der mittelalterlichen Rechtswissenschaft (= Rechts- und staatswissenschaftliche Veröffentlichungen der Görres-Gesellschaft. Neue Folge, Bd. 73). Schöningh, Paderborn u. a. 1994, ISBN 3-506-73373-7 (Digitalisat).

Herausgeberschaften
- mit Florian Jeßberger, Markus Kotzur: 100 Jahre Rechtswissenschaft an der Universität Hamburg. Mohr Siebeck, Tübingen 2019, ISBN 978-3-16-157562-4.
- mit Hans-Peter Haferkamp: Wie pandektistisch war die Pandektistik? Symposium aus Anlass des 80. Geburtstags von Klaus Luig am 11. September 2015. Mohr Siebeck, Tübingen 2017, ISBN 978-3-16-155070-6.
- Europa als Idee (= Schriften der Albrecht Mendelssohn Bartholdy Graduate School of Law. Bd. 3). Nomos, Baden-Baden 2016, ISBN 978-3-8487-2835-0.
- mit Matthias Armgardt: Naturrecht in Antike und früher Neuzeit. Symposion aus Anlass des 75. Geburtstages von Klaus Luig. Mohr Siebeck, Tübingen 2014, ISBN 978-3-16-153401-0.
- mit Reinhard Bork: Das Kind im Recht. Hrsg. im Auftr. der Fakultät für Rechtswissenschaft der Universität Hamburg. Duncker & Humblot, Berlin 2009, ISBN 978-3-428-12929-4.
- mit Thomas Lobinger, Ansgar Hense: Vertragsfreiheit und Diskriminierung (= Wissenschaftliche Abhandlungen und Reden zur Philosophie, Politik und Geistesgeschichte. Bd. 40). Herausgegeben von Josef Isensee. Duncker & Humblot, Berlin 2007, ISBN 3-428-12113-9.